# James while John had had had had had had had had had had had a better effect on the teacher
"James while John had had had had had had had had had had had a better effect on the teacher" är en engelsk mening som används för att illustrera tvetydigheter och behovet av skiljetecken,
som ersätter intonation,
betoning och avbrott förekommande i tal.
Meningen har använts i forskning om människans förmåga att hantera information för att visa hur läsare är beroende av skiljetecken för att ge text mening.

## Betydelse
Meningens betydelse framkommer med skiljetecken och citattecken:
| ” | James, while John had had "had", had had "had had"; "had had" had had a better effect on the teacher. | „ |

Meningen kan förstås som att "Medan John hade använt 'had', hade James använt 'had had' och läraren hade föredragit 'had had'."